# Psilogaster
Psilogaster es un género de polilla de la familia de las Lasiocampidae. Contiene sólo una especie, Psilogaster loti, que se localiza en el suroeste de Europa y Norte de África.
Sus alas alcanzan una envergadura de 27-35 mm.
Las larvas se alimentan de jaras (Cistus salviifolius, C. albidus, C. populifolius, C. ladanifer, C. laurifolius, C. clusii) y posiblemente también de romero (Salvia rosmarinus) y jaguarzo (Helianthemum spp.).

## Subespecies
- Psilogaster loti loti
- Psilogaster loti algeriensis Panadero, 1885 (de Marruecos a Libia)
- Psilogaster loti simulatrix Chrétien, 1910 (Túnez, Libia)